# Међународна стонотениска федерација
Међународна стонотениска федерација (ITTF: International Table Tennis Federation) је управно тијело за све националне стонотениске асоцијације које користе рекете за стони тенис са сунђером одобреним од ИТТФ. Улога ИТТФ-а укључује надгледање правила и прописа и тражење технолошког побољшања за стони тенис. ИТТФ је одговоран за организацију бројних међународних такмичења, укључујући Светско првенство у стоном тенису које се наставља од 1926. године.

## Историјат организације
Међународна стонотениска федерација (скраћено на енглеском језику ИТТФ) је 1926. године основао Вилијам Хенри Лоуз из Вајмондема, а девет чланова оснивача су Аустрија, Чехословачка, Данска, Енглеска, Немачка, Мађарска, Британска Индија, Шведска и Велс. Први међународни турнир одржан је јануара 1926. у Берлину, док је прво Свјетско првенство у стоном тенису одржано децембра 1926. године у Лондону.
Крајем 2000. године, ИТТФ је увео неколико промјена у правилима са циљем да стони тенис учини одрживијим као спорт за гледаоце на телевизији. Старије кугле од 38 мм су званично замењене куглицама од 40 мм. Ово је повећало отпор ваздуха лопте и ефективно успорило игру. Године 2003. ИТТФ је преселио своје сједиште из Хејстингса у Лозану и тамо поставио ИТТФ музеј.
Године 2007. управљање парастоним тенисом је пребачено са Међународног параолимпијског комитета на ИТТФ. У фебруару 2008. године, ИТТФ је објавио неколико промена правила након састанка извршног одбора ИТТФ-а у Гуангџоуу, Гуангдонг, Кина, у вези са квалификованошћу играча да игра за нову асоцијацију. Нова одлука је била да подстакне савезе да развијају своје играче.
ИТТФ је 2019. године основао своју подружницу Свјетски стони тенис (ВТТ) како би управљао свим својим комерцијалним и догађајима. Тренутни штаб ИТТФ-а налази се у Лозани, док се њихова азијско-пацифичка канцеларија налази у Сингапуру и у току је потрага за новом локацијом за седиште. Тренутни председник је Петра Серлинг из Шведске. Серлинг је постала осма особа на тој функцији 2021. године.
| Предсједник                | Мандат                                              |
| -------------------------- | --------------------------------------------------- |
| Ivor Montagu (Енглеска)    | 1926–1937 (предсједавајући) 1937–1967 (предсједник) |
| Roy Evans (Велс)           | 1967–1987                                           |
| Ichiro Ogimura (Јапан)     | 1987–1994                                           |
| Lollo Hammarlund (Шведска) | 1994–1995                                           |
| Xu Yinsheng (Кина)         | 1995–1999                                           |
| Adham Sharara (Канада)     | 1999–2014                                           |
| Thomas Weikert (Њемачка)   | 2014–2021                                           |
| Petra Sörling (Шведска)    | 2021–                                               |

## Чланство
ИТТФ признаје пет континенталних федерација. Тренутно постоји 227 удружења чланица унутар ИТТФ.
| Континент | Чланице | Организација                            |
| --------- | ------- | --------------------------------------- |
| Африка    | 54      | African Table Tennis Federation         |
| Америка   | 46      | Pan American Table Tennis Confederation |
| Азија     | 45      | Asian Table Tennis Union (ATTU)         |
| Европа    | 58      | European Table Tennis Union (ETTU)      |
| Океанија  | 24      | Oceania Table Tennis Federation (OTTF)  |

## Организациона структура
Сва удружења чланица ИТТФ присуствују годишњој генералној скупштини (АГМ). Гласањима се разматрају и финализирају дневни редови о измјенама устава, закона о стоном тенису, пријавама за чланство итд. Такође, предсједник ИТТФ-а, 8 извршних потпредјседника и 32 или мање континентална представника бирају се на АГМ-у, на мандат од четири године. Предсједник, извршни потпредсједници и предсједник комисије спортиста чине извршни одбор.
Извршни комитет, континентални представници и предсједници пет континенталних федерација или њихови именовани сачињавају управни одбор (Боард). Одбор управља радом ИТТФ-а између скупштина. Неколико комитета, комисија, радних група или панела ради у складу са уставом ИТТФ-а или под одбором.

## Улога у дипломатији
За разлику од организација за популарније спортове, ИТТФ има тенденцију да призна тимове из генерално непризнатих управних тијела за спорну територију. На примјер, признала је стонотениску федерацију Косова 2003. године иако је Косово било искључено из већине других спортова. Признала је Народну Републику Кину 1953. године и дозволила неку основну дипломатију која је довела до отварања за председника САД Ричарда Никсона, названог „Пинг Понг дипломатија“, почетком 1970-их.
ИТТФ је такође одобрио уједињени корејски тим да се такмичи на Свјетском првенству у стоном тенису 1991. и 2018. године.
Као реакција на руску инвазију на Украјину 2022. године, ИТТФ је забранио руским и бјелоруским играчима и званичницима да учествују у својим такмичењима. Али ова реакција је успорила 30. марта 2023. године, наводи се да ће руским и бјелоруским играчима бити поново дозвољено да учествују у ИТТФ и ВТТ такмичењима под строгим условима неутралности, са владиним или државним званичницима и националним симболима као што су заставе и химне обје земље и даље бити забрањене на догађајима које је одобрио ИТТФ.

## Правила

### Подобност играча
За ИТТФ турнире за титулу свјетског првака, играч има право да игра за своју асоцијацију тако што се региструје код ИТТФ. Ако играч одлучи да игра за нову асоцијацију, он ће се регистровати код ИТТФ-а, преко нове асоцијације. Играч ће имати право да игра за нови савез након три, пет или седам година од датума регистрације, ако је млађи од 15, 18, 21 године. Играч ће имати право да игра за нови савез након девет година ако играч има најмање 21 годину.

### Услуга и бодовни систем
Систем бодовања у стоном тенису је смањен са 21 на систем бодовања од 11 поена 2001. године. Утакмицу ће добити играч или пар који први постигне 11 поена осим ако оба играча или парови не постигну 10 поена, када ће гем добити први играч или пар који накнадно стекну предност од 2 поена. Ово је требало да учини игре брзим и узбудљивијим. ИТТФ је такође промјенио правила о сервису како би спријечио играча да сакрије лопту током сервиса, како би се повећала просјечна дужина надигравања и смањила предност сервера. Данас се игра с времена на вријеме мијења углавном да би побољшала узбуђење за телевизијске гледаоце.

### Забрана лепка за брзину
Управни одбор ИТТФ-а у Загребу је 2007. године одлучио да примјени правило о љепку без ВОК-а на јуниорским догађајима, почевши од 1. јануара 2008. године, као прелазни период прије потпуне примене забране ВОК-а 1. септембра 2008. године.
Од 1. јануара 2009. године сви љепкови за брзину су забрањени.

## Турнири
ИТТФ и његова подружница ВТТ одржавају међународне турнире, а ИТТФ одржава званичне свјетске ранг листе засноване на резултатима играча на турнирима током цијеле године.
Конвенције: МТ/ЖТ: мушки/женски тим; МС/ВС: мушки/женски сингл (појединачно); МД/ВД: мушки/женски дубл (пар); ХД: мјешовити дубл (парови)
Главни међународни догађаји
| Назив такмичења           | Прво одржавање | Фреквенција одржавања | Догађаји | Догађаји | Догађаји | Догађаји | Догађаји | Догађаји | Догађаји |
| Назив такмичења           | Прво одржавање | Фреквенција одржавања | MT       | ЖТ       | МС       | ЖС       | MД       | ЖД       | ХД       |
| ------------------------- | -------------- | --------------------- | -------- | -------- | -------- | -------- | -------- | -------- | -------- |
| Свјетско првенство        | 1926           | Сваке непарне године  |          |          | •        | •        | •        | •        | •        |
| Свјетско екипно првенство | 1926           | Сваке парне године    | •        | •        |          |          |          |          |          |
| Љетње олимпијске године   | 1988           | Сваке четири године   | •        | •        | •        | •        |          |          | •        |

Јуниорска такмичења
| Назив такмичења            | Прво одржавање | Фреквенција одржавања | Догађаји | Догађаји | Догађаји | Догађаји | Догађаји | Догађаји | Догађаји |
| Назив такмичења            | Прво одржавање | Фреквенција одржавања | MT       | ЖТ       | МС       | ЖС       | MД       | ЖД       | ХД       |
| -------------------------- | -------------- | --------------------- | -------- | -------- | -------- | -------- | -------- | -------- | -------- |
| World Youth Championships  | 2003           | Годишње               | •        | •        | •        | •        | •        | •        | •        |
| Summer Youth Olympic Games | 2010           | Четири године         | •        | •        | •        | •        |          |          |          |

Такмичење спортиста са инвалидитетом
| Назив такмичења                       | Прво одржавање | Фреквенција одржавања | Догађаји                | Догађаји | Догађаји      | Догађаји | Догађаји | Догађаји | Догађаји |  |  |  |
| ------------------------------------- | -------------- | --------------------- | ----------------------- | -------- | ------------- | -------- | -------- | -------- | -------- |  |  |  |
| Назив такмичења                       | Прво одржавање | Фреквенција одржавања | Summer Paralympic Games | 1960     | Четири године | •        | •        | •        | •        |  |  |  |
| World Para Table Tennis Championships | 1990           | Четири године         | •                       | •        | •             | •        |          |          |          |  |  |  |

## Бодовни систем
Појединци
| Категорије                       | W    | F    | SF  | QF  | R16 | R32                                              | R64                                              | R128                                             |
| Summer Olympics                  | 2000 | 1400 | 700 | 350 | 175 | 90                                               | 45                                               | -                                                |
| World Table Tennis Championships | 2000 | 1400 | 700 | 350 | 175 | 90                                               | 45                                               | 10                                               |
| Table Tennis World Cup           | 1500 | 1050 | 525 | 265 | 100 | 40 for 2nd in the group, 15 for 3rd in the group | 40 for 2nd in the group, 15 for 3rd in the group | 40 for 2nd in the group, 15 for 3rd in the group |
| ITTF World Tour Grand Finals     | 1500 | 1050 | 525 | 265 | 100 | -                                                | -                                                | -                                                |
| Grand Smash                      | 2000 | 1400 | 700 | 350 | 175 | 90                                               | 20                                               | –                                                |
| WTT Champions                    | 1000 | 700  | 350 | 175 | 90  | 15                                               | –                                                | –                                                |
| WTT Star Contender               | 600  | 420  | 210 | 105 | 55  | 25                                               | 5                                                | –                                                |
| WTT Contender                    | 400  | 280  | 140 | 70  | 35  | 4                                                | –                                                | –                                                |
| Continental Games and Cups       | 500  | 350  | 175 | 90  | 45  | –                                                | –                                                | –                                                |
| WTT Feeder                       | 125  | 90   | 45  | 25  | 15  | 8                                                | –                                                | –                                                |

## ИТТФ музеј
Музеј ИТТФ је раније био у Лозани, Швајцарска, гдје је ИТТФ седиште. ИТТФ је 2014. године одлучио да пресели музеј у Шангај, Кина, који је отприлике у исто вријеме планирао Кинески музеј стоног тениса. Нови музеј је одређен у истој згради са Кинеским музејом стоног тениса на различитим спратовима, којим управља Шангајски универзитет за спорт, а званично је отворен 2018. године.